# Philippe Lamberts

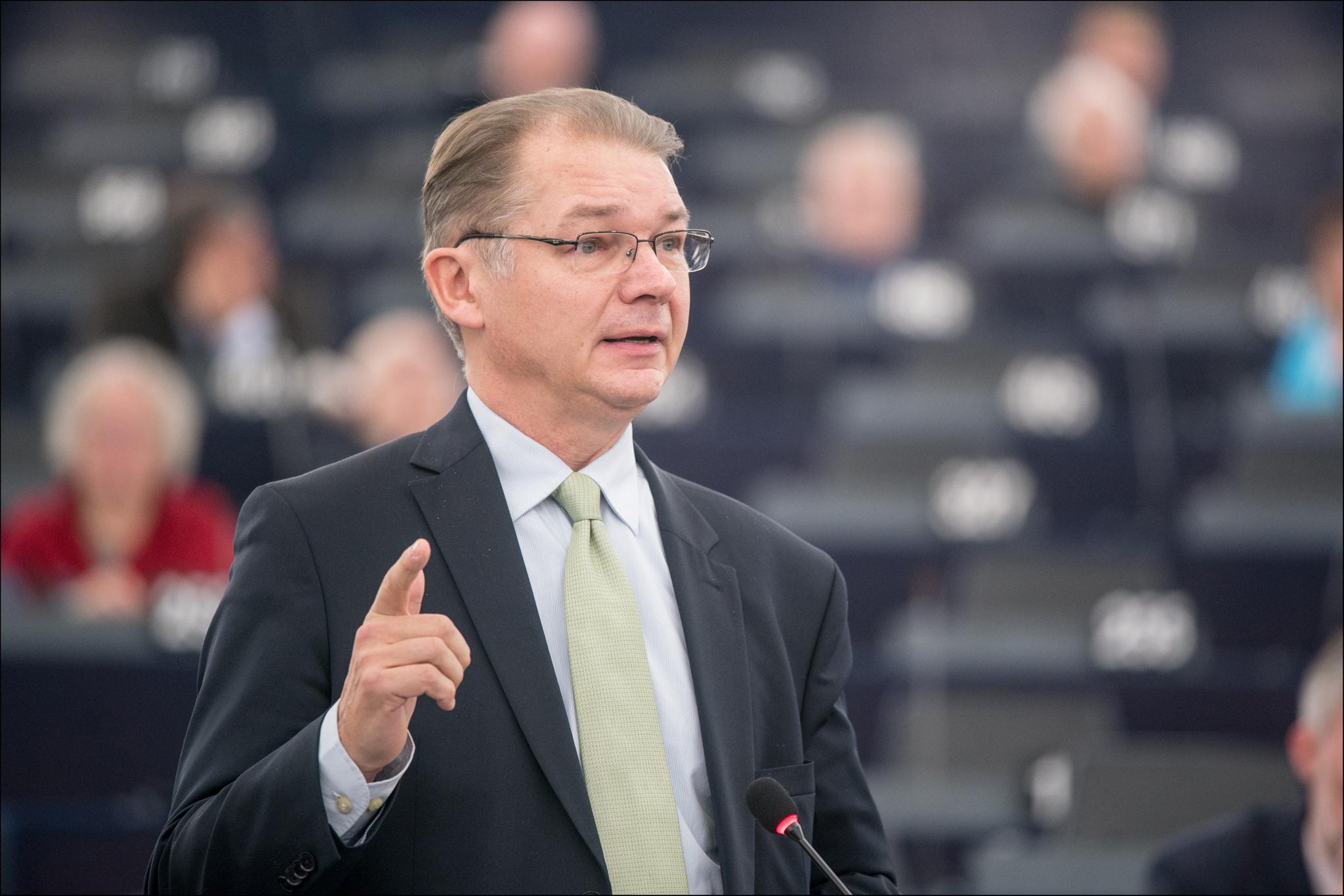
Philippe Lamberts (2019)

Philippe Lamberts (* 14. März 1963 in Brüssel) ist ein belgischer Politiker (Ecolo). Von 2006 bis 2012 war Lamberts Co-Vorsitzender der Europäischen Grünen Partei. Seit 2009 ist er Mitglied des Europäischen Parlaments, er wurde 2014 und 2019 wiedergewählt. Seit 2014 ist er einer der zwei Vorsitzenden der Fraktion Die Grünen/EFA-Fraktion im Europäischen Parlament.

## Leben

### Ausbildung und berufliche Tätigkeit
Lamberts schloss 1986 sein Studium als Ingenieur an der Katholischen Universität von Löwen ab. Von 1987 bis 2009 arbeitete er bei IBM in verschiedenen Positionen, auch als Manager. Lamberts vertrat von 1994 bis 2006 die französischsprachige grüne Partei Ecolo im Gemeinderat von Anderlecht. Von 1999 bis 2003 war er Berater der Vize-Premierministerin Isabelle Durant für auswärtige Angelegenheiten und Verteidigung.

### Mitglied im Europäischen Parlament (seit 2009)

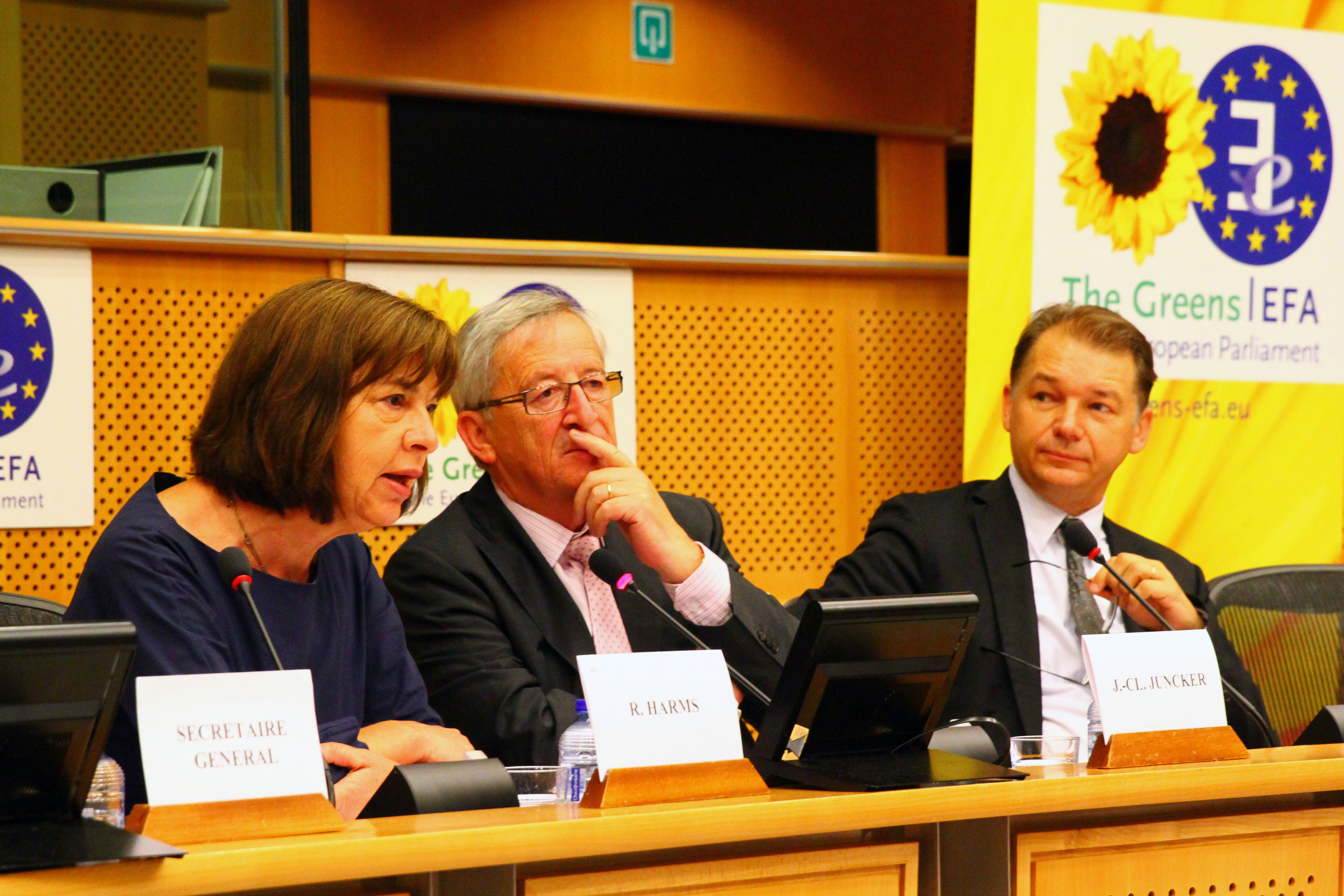
Lamberts (r.) zusammen mit seiner damaligen Co-Vorsitzenden Rebecca Harms (l.) und Jean-Claude Juncker (m.) im Jahr 2014

Philippe Lamberts war von 2006 bis 2012 einer der beiden Sprecher der Europäischen Grünen Partei, zunächst mit Ulrike Lunacek, später mit Monica Frassoni.
Für die Europawahl 2009 nominierte ihn seine Partei Ecolo auf Listenplatz 1. Er gewann sein Mandat und ist seitdem Mitglied des Europäischen Parlaments. Er wurde bei den Europawahlen 2014 und 2019 jeweils wiedergewählt. Seit 2014 ist Lamberts einer der beiden Vorsitzenden der Fraktion Die Grünen/Europäische Freie Allianz, zunächst mit Rebecca Harms, später mit Ska Keller und Terry Reintke.
Seit 2017 ist Lamberts auch Mitglied der so genannten Brexit-Lenkungsgruppe des Parlaments, die unter der Schirmherrschaft der Konferenz der Präsidenten arbeitet und die Beratungen, Überlegungen und Entschließungen des Parlaments zum Rückzug des Vereinigten Königreichs aus der EU koordiniert. In der neunten Legislaturperiode des Parlaments (2019–2024) ist Lamberts nur Mitglied der Konferenz der Präsidenten sowie des Ausschusses für Wirtschaft und Währung.